# 볼보 아스테로페

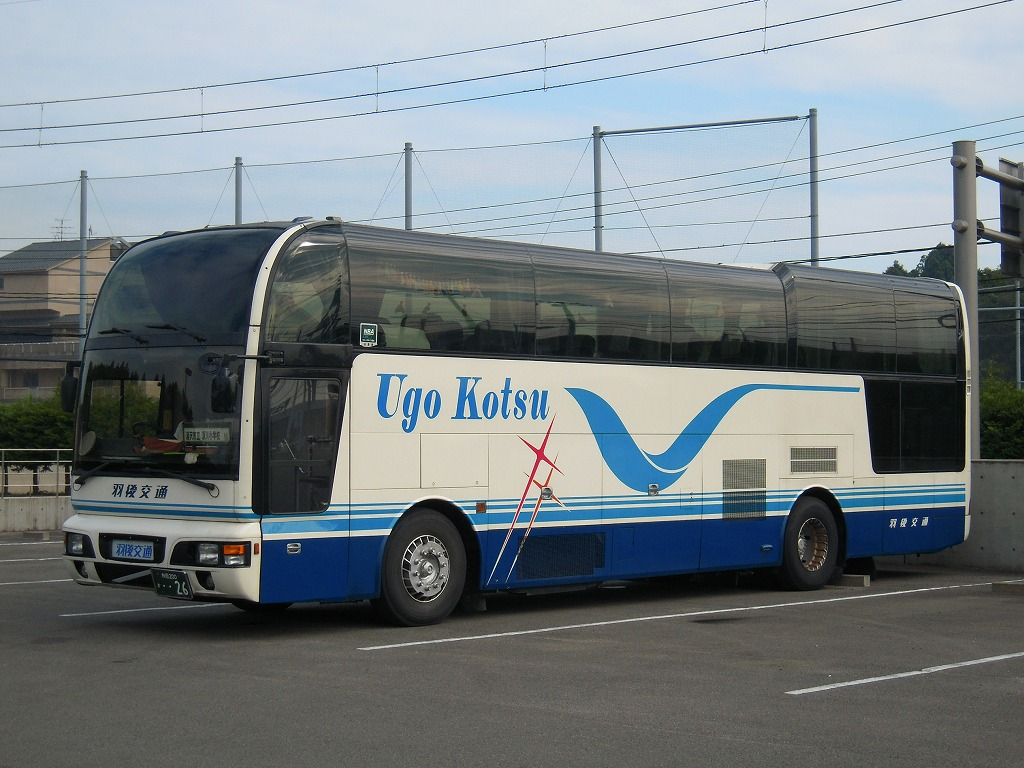
볼보 아스테로페

볼보 아스테로페(영어: Volvo Asterope, 일본어: ボルボ・アステローペ)는 일본 후지중공업 (현, 스바루)이 기획하고 볼보버스에서 차체와 엔진을 수입해 일본에서 제작된 버스로 1987년부터 2001년까지 생산했다.

## 개요
볼보 B10M 차체를 기반으로 제작된 차량으로 일본 쓰쿠바에서 열린 1985년 세계 박람회 셔틀버스와 게이세이 버스의 굴절버스와 유사한 차체를 사용하고 있다. 엔진의 경우 전폭 중앙 사이에 후륜구동 구조로, 리어 오버행의 부분적인 공간을 많이 차지했고, 2층 버스 구조로 설계되면서 트렁크 기능을 했다. 대부분의 버스 기업은 1층을 살롱이라고 불린다. 또한 이 구조를 SSD급이라고 부르는 경우가 있으며 1인 운행이 가능하게 설계되었다. 또한 극소수로 생산했으나 SHD급 사양이 존재했다. 차명의 경우 볼보버스의 상표가 아니라 후지중공업 (현, 스바루)의 정식 상품이다.
일본의 대형버스로 유일하게 변속기의 경우 독일 ZF에서 제작된 자동변속기를 탑재하고 있다. 당시 엔진의 경우 V형 8기통 엔진을 탑재했으나 이 모델의 경우 직렬 6기통 터보 엔진인 THD102KE형을 탑재해 기존 모델에 비해 연비가 좋고 고속도로를 장시간에 달리는 용도에 적합해서 1990년대에 들어서면서 고속버스에서 운행을 시작했다. 1997년에 엔진의 출력을 향상시키면서 DH10형이 탑재되었다. 1999년에 배출가스 규제 대응에 적합하지 않아 2001년 5월에 단종되었다.

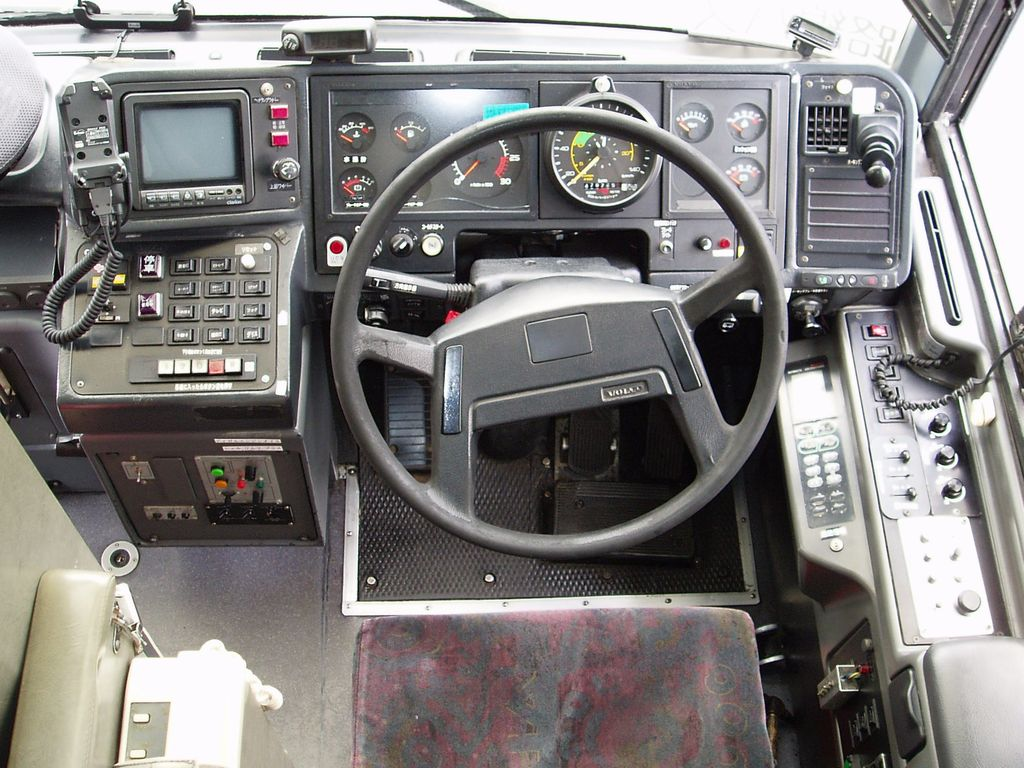
볼보 아스테로페의 운전석
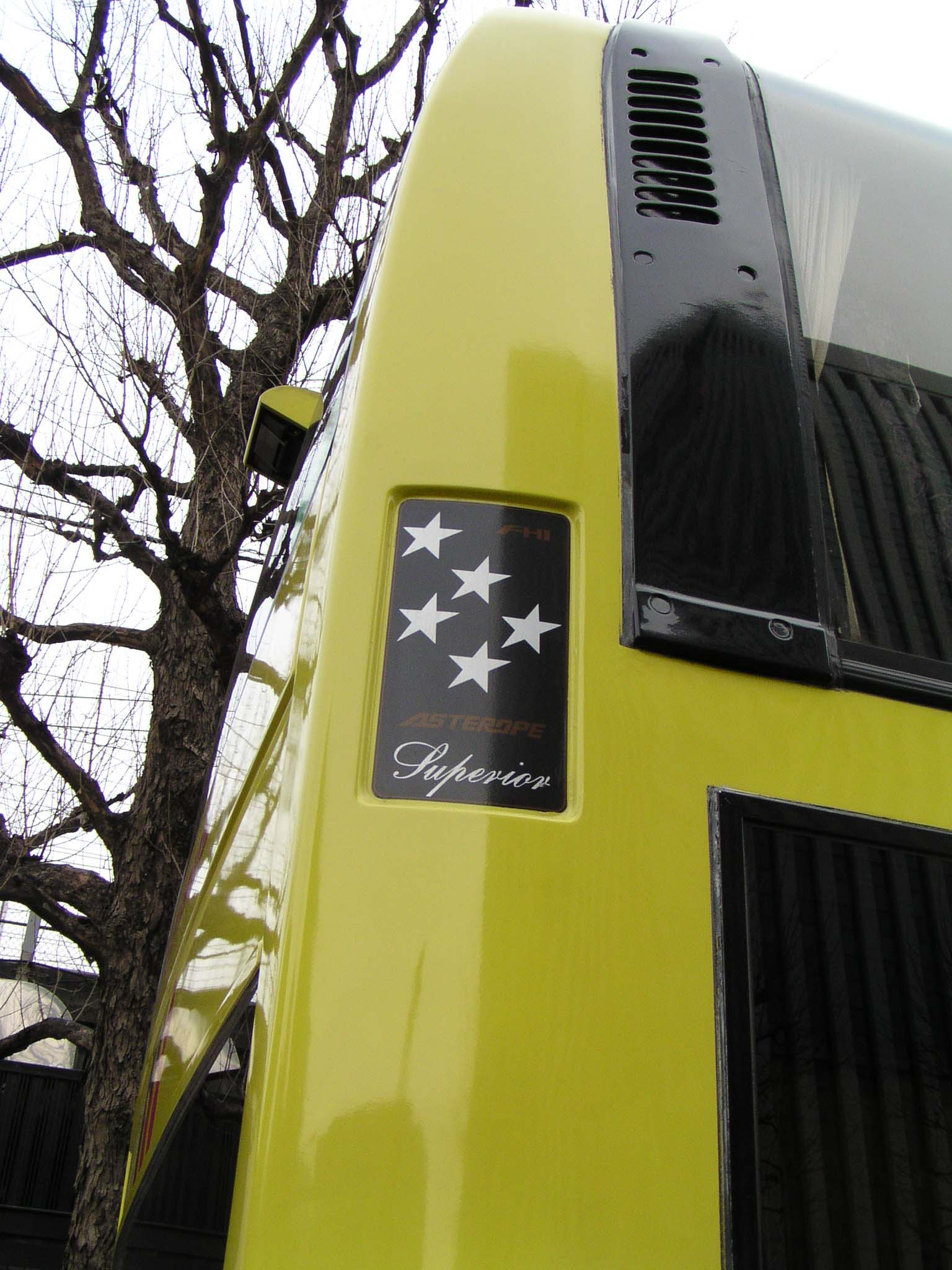
볼보 아스테로페의 엠블럼

## 세부 정보

### P-B10M
1987년에 출시되었다. 당시 후지중공업 (현, 스바루) 15형 HD-2 차체를 기반으로 제작했으며 HD-3의 경우 특별 모델 사양이다. 또한 차량 프론트의 경우 사각형이 특징이다. 엔진은 직렬 6기통 터보 엔진인 THD102KE형을 탑재했다. 1990년에 전면의 라디에이터 그릴이 커지고 옆면 창문이 직선화가 되었고 SHD급 사양이 추가로 출시되었다.

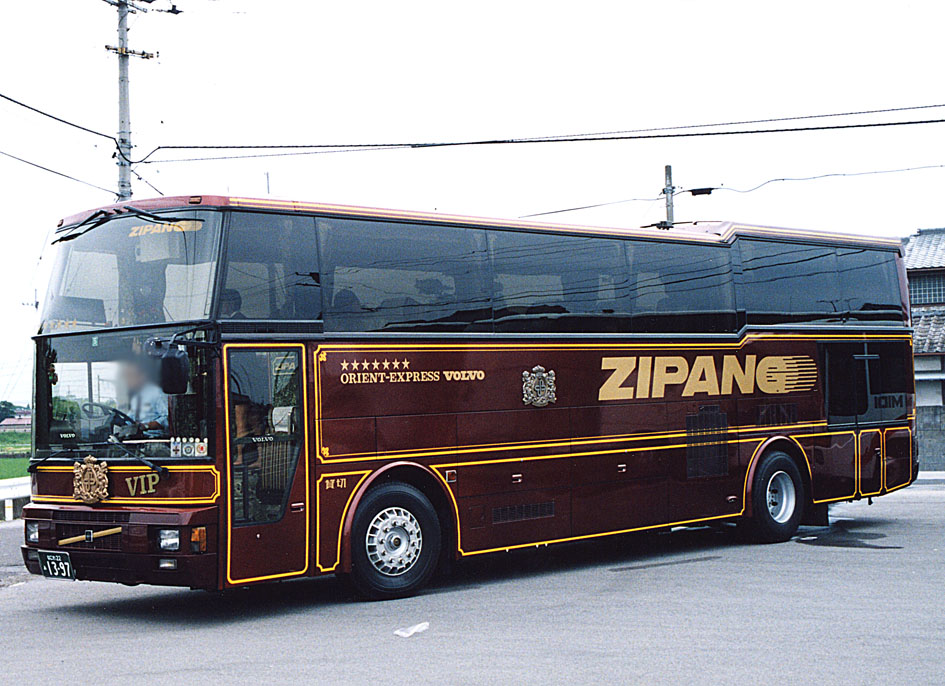
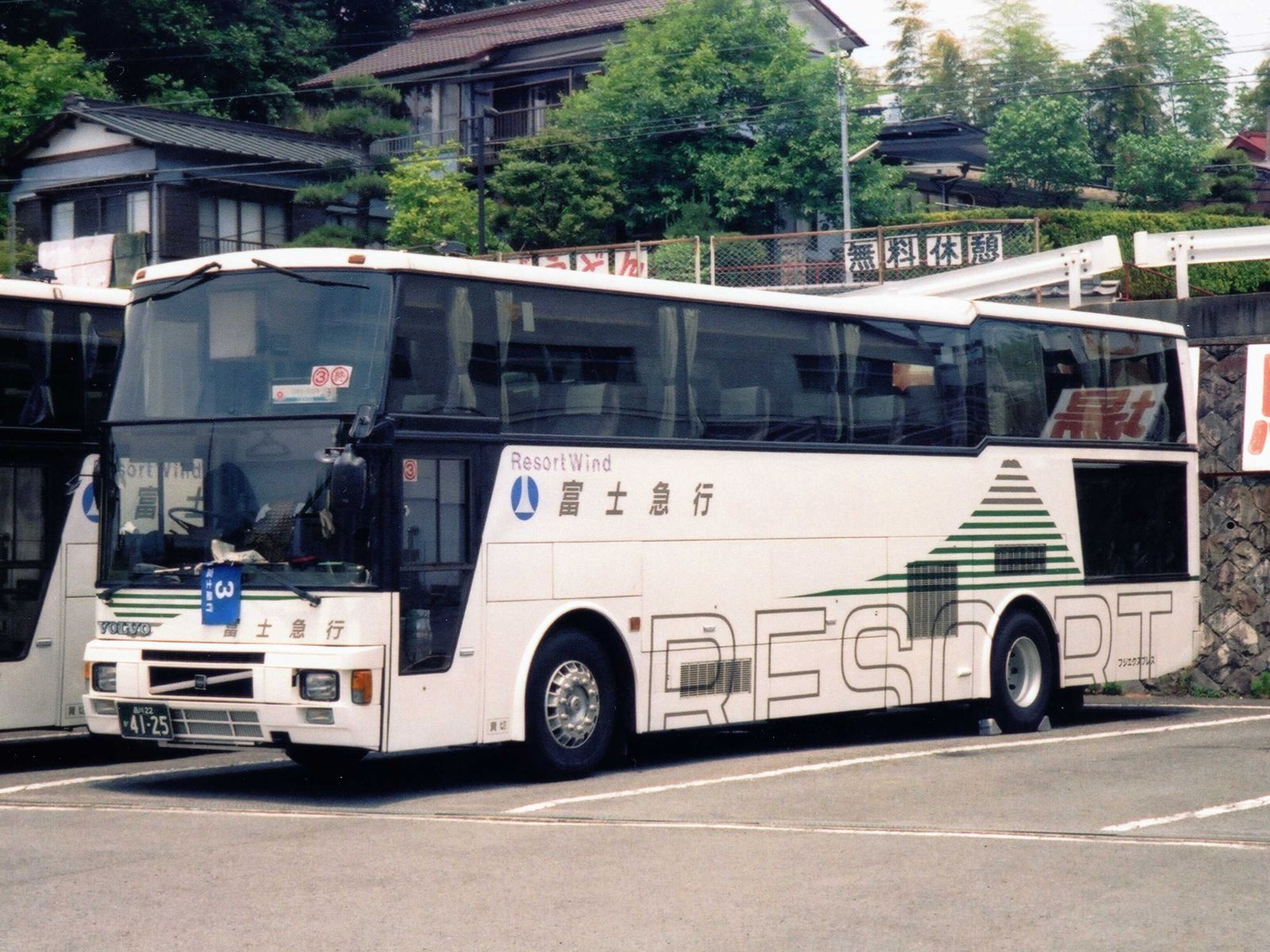
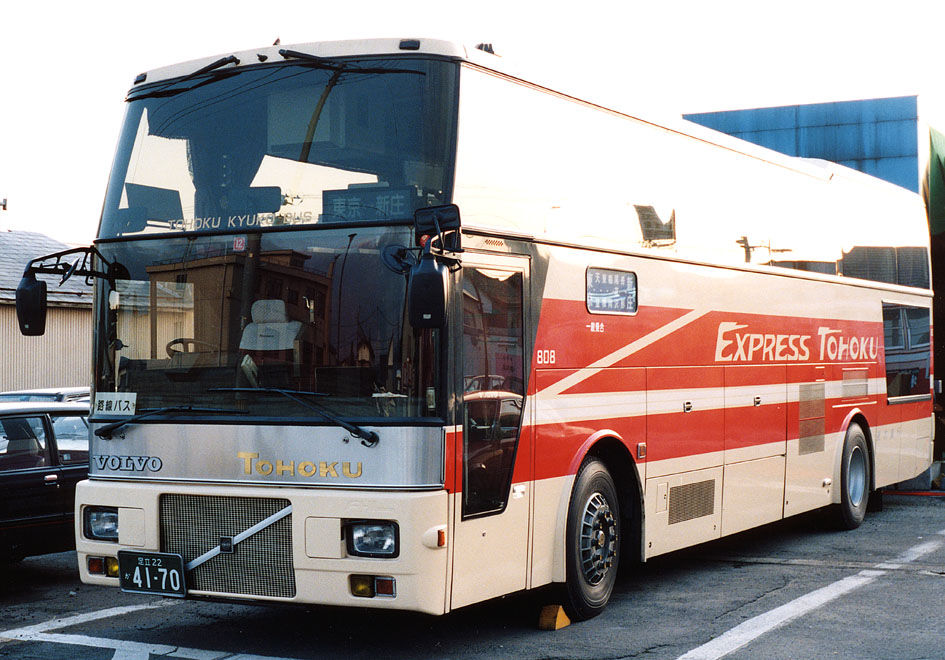
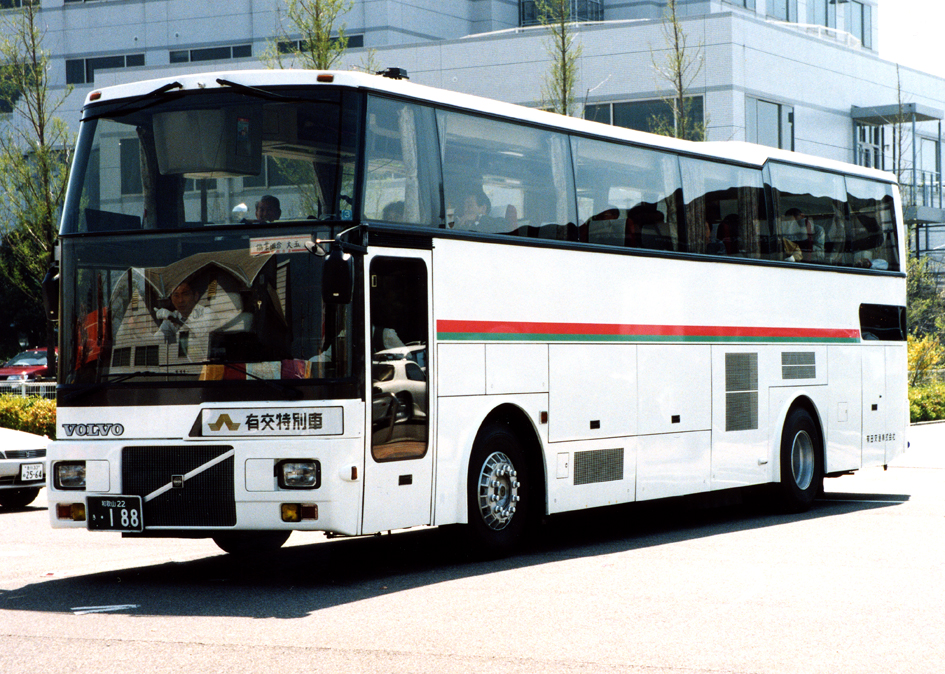

### U-B10MC
1990년에 P-B10M 모델의 후속으로 출시되었다. 1989년 배출가스 규제에 대응한 차량으로 차체도 풀모델 체인지가 되었다. 5단 자동변속기와 7단 수동변속기를 사양이 있다. 1996년에 차체의 마이너 체인지로 닛산 디젤 스페이스 애로우와 마찬가지로 리어 콤비네이션 램프와 하이 마운트 스톱 램프가 탑재되었고, 전면의 라디에이터 그릴이 운전석 측면으로 변경되었고 전면 목적지 표시기를 설치하면서 프론트 그릴이 작은 것으로 변경되었다.

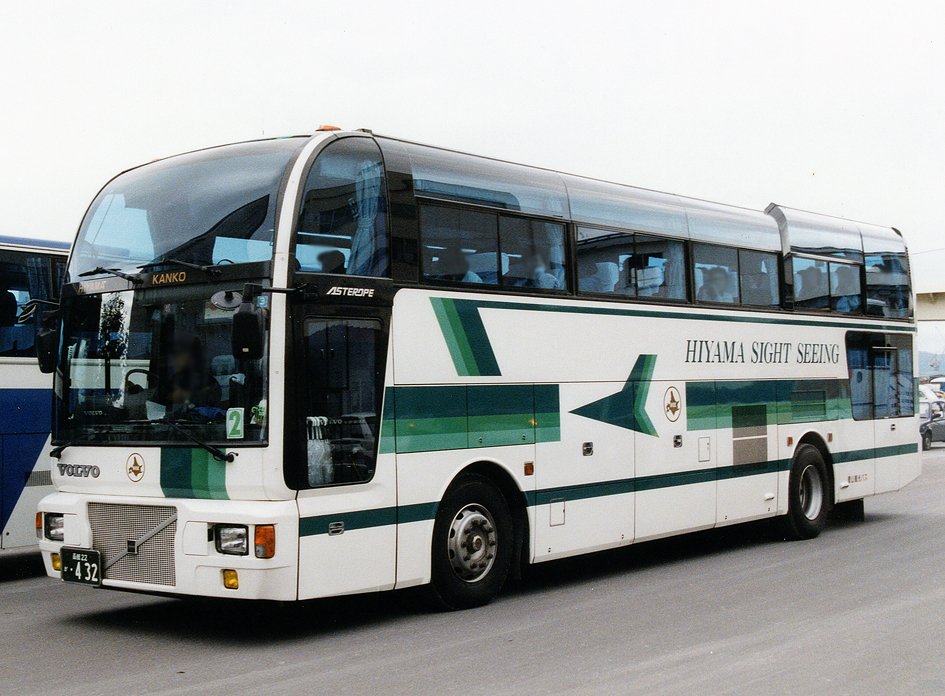
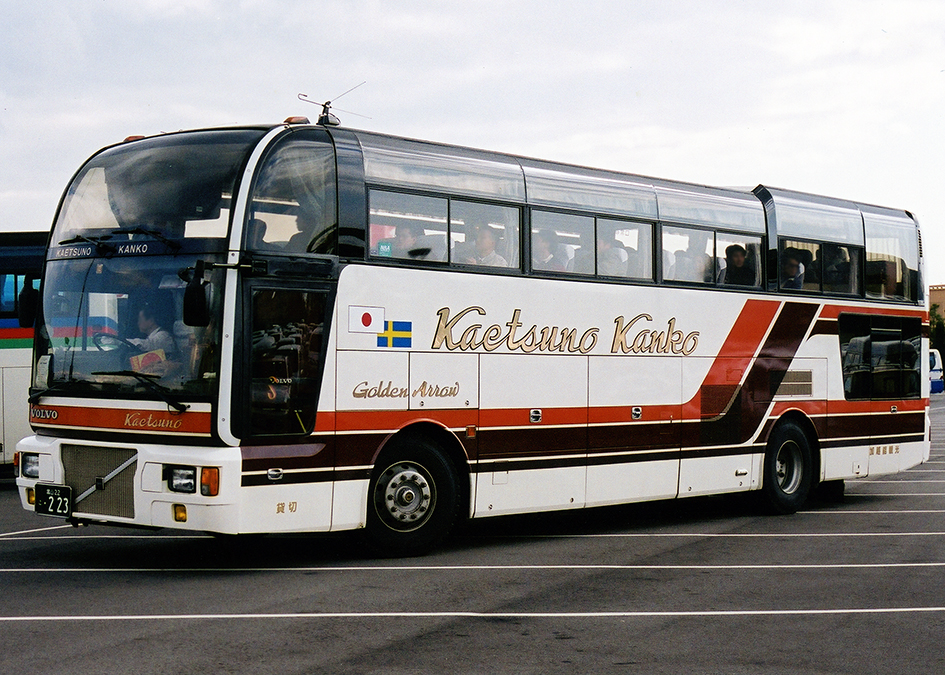
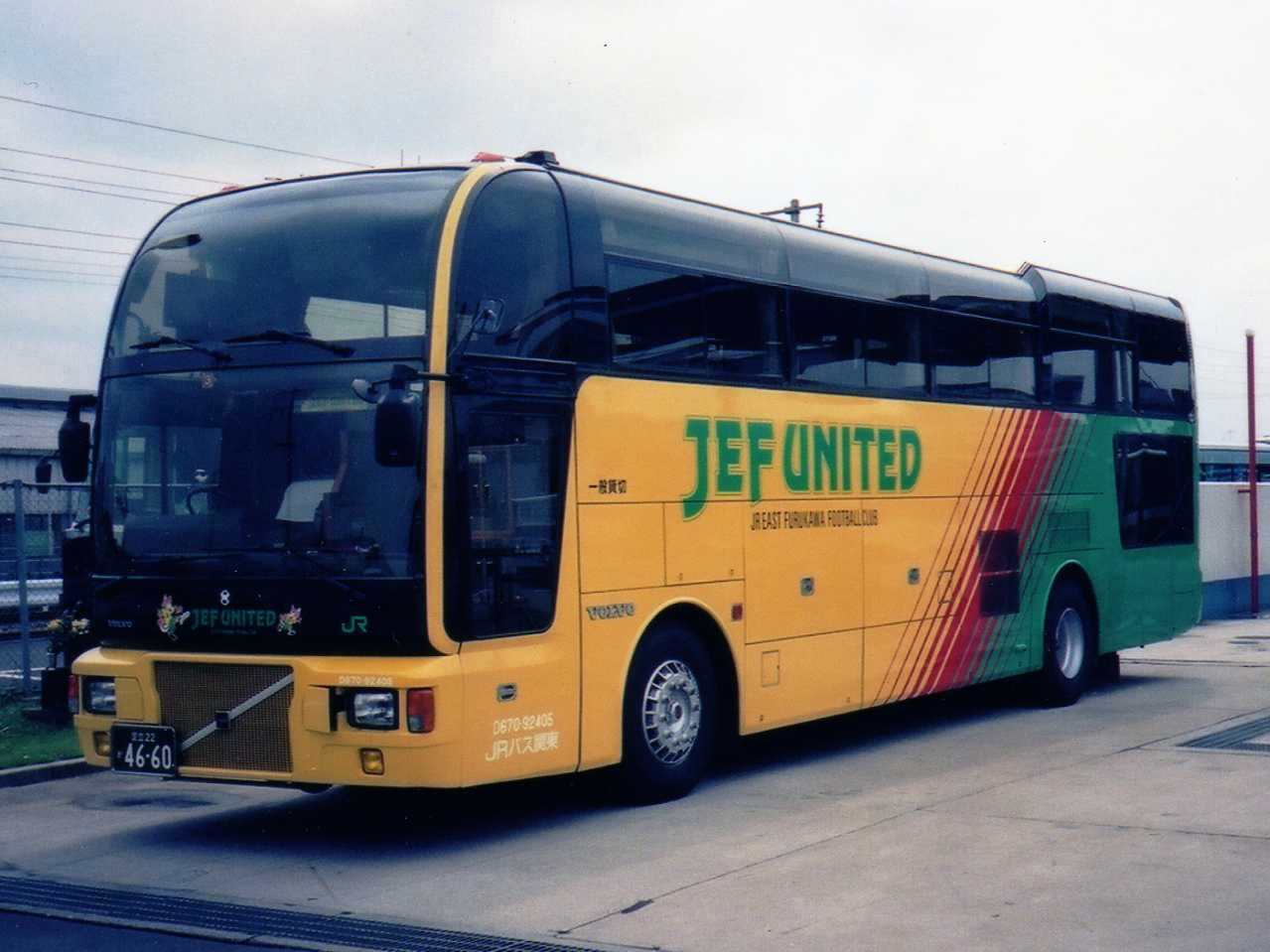
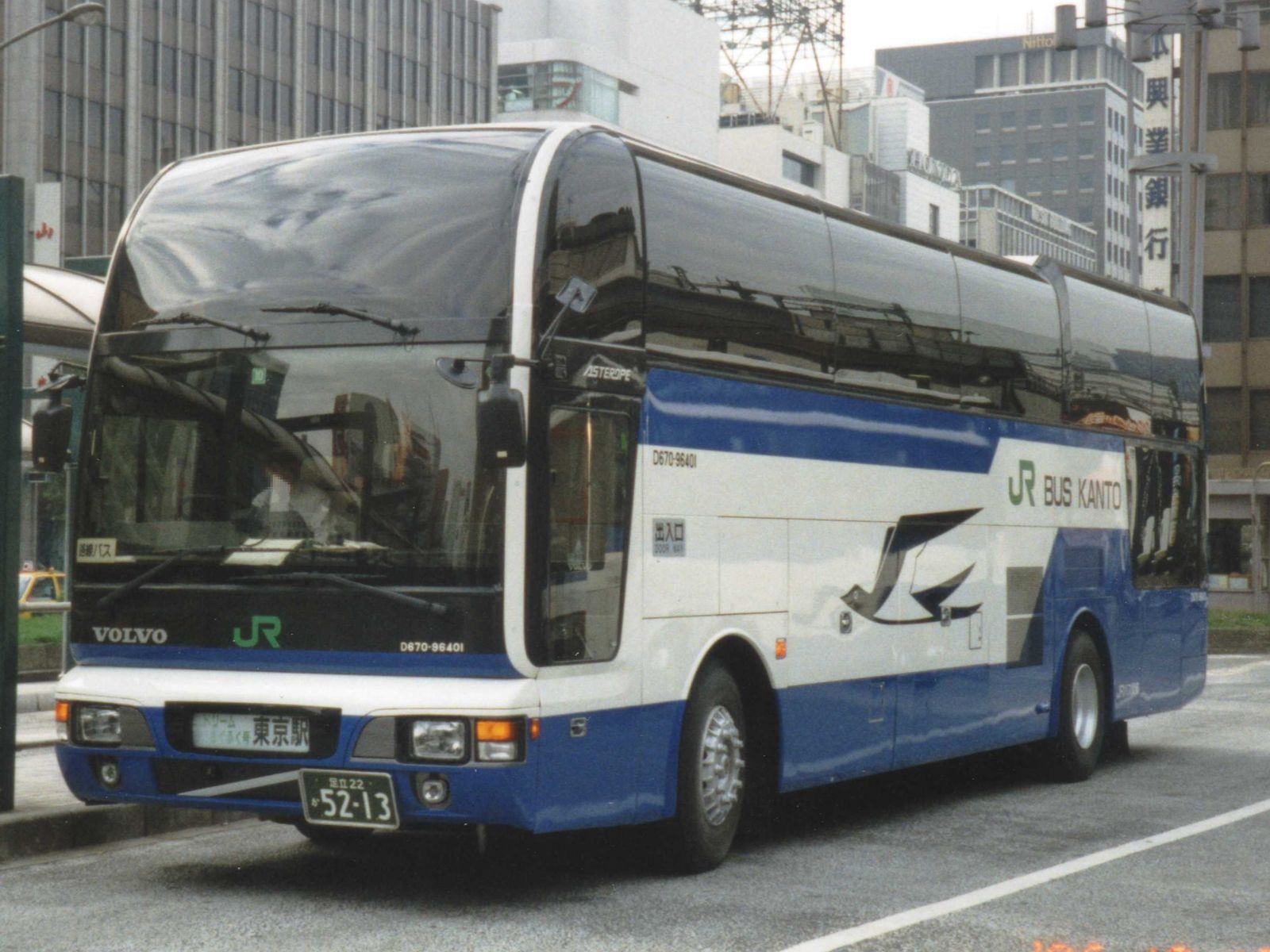

### KC-B10MD
1997년에 U-B10MC의 후속으로 출시된 모델로 1994년 배출가스 규제에 대응한 차량이다. 엔진은 직렬 6기통 사양인 DH10형이 탑재되었다.

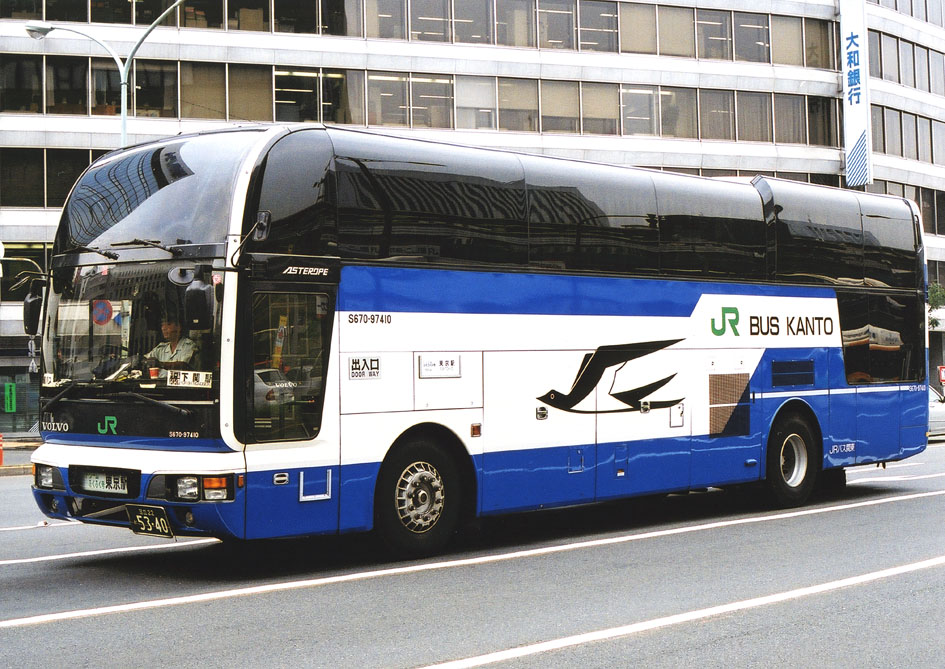
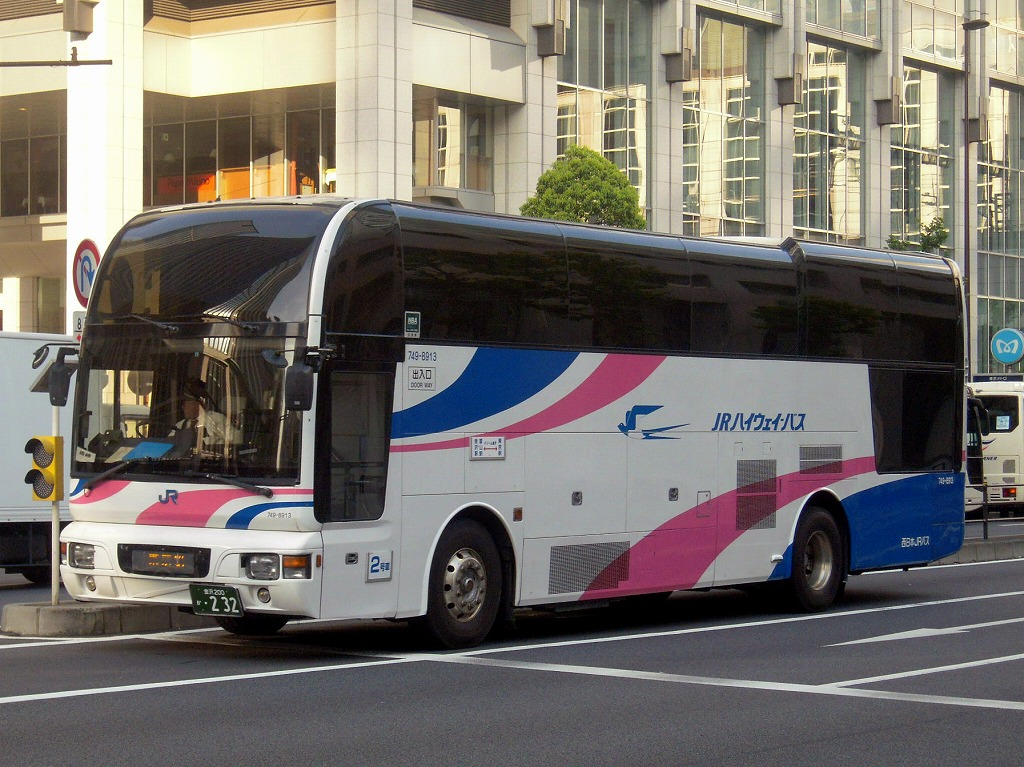
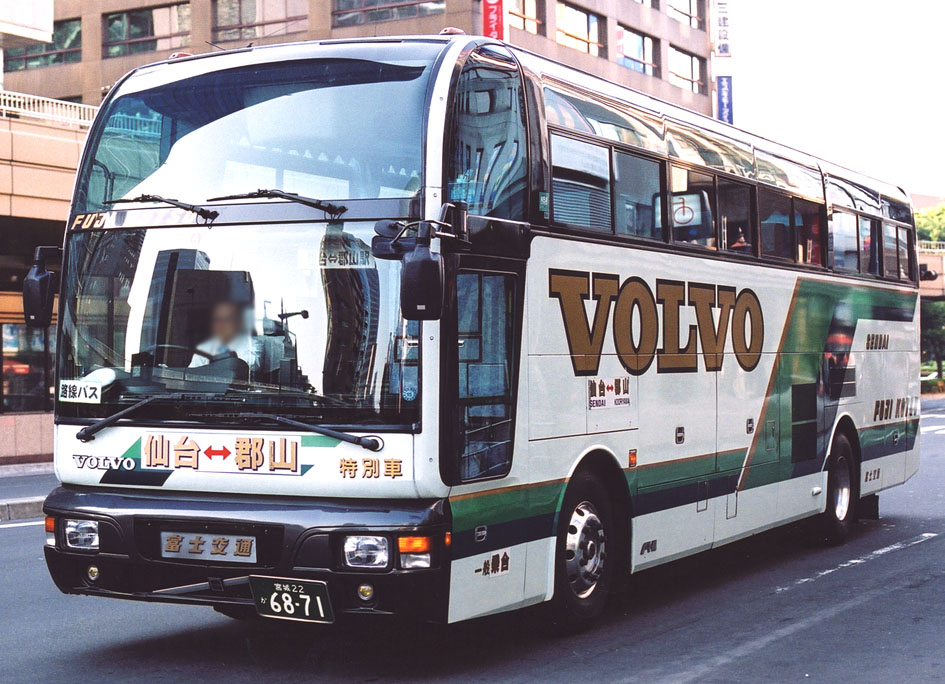
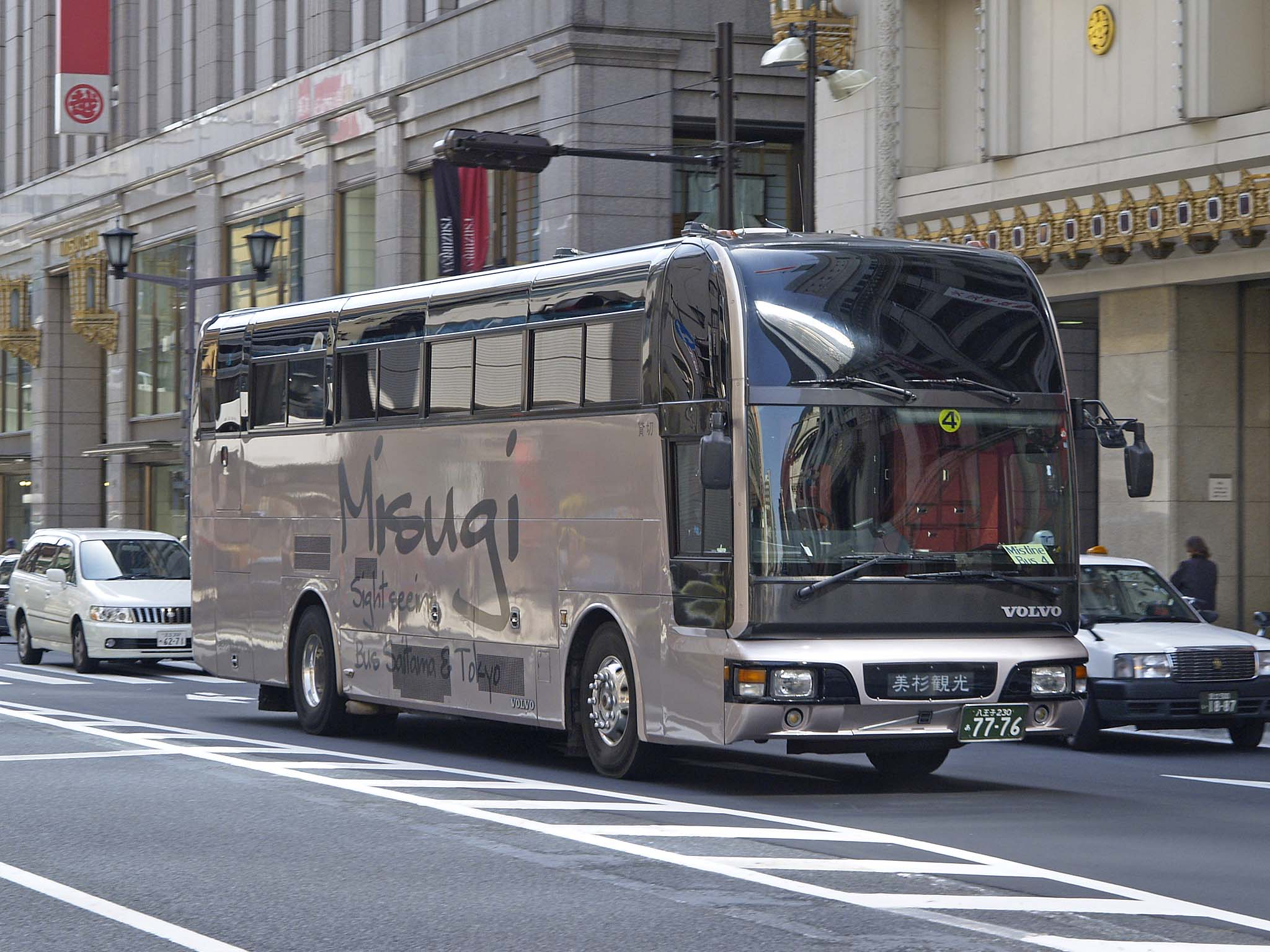

## 같이 보기
- 볼보
- 볼보버스
- 볼보 슈퍼 올림피안
- 스바루

## 참고 문헌
- 버스 매거진 20호 - 볼보 아스테로페의 모든 것